# 欲望という名の電車 (映画)
『欲望という名の電車』（よくぼうというなのでんしゃ、A Streetcar Named Desire）は、1951年のアメリカ映画。テネシー・ウィリアムズによる同名戯曲の映画化作品で、ウィリアムズ自身が脚本に参加している。
この作品でヴィヴィアン・リーがアカデミー主演女優賞とヴェネツィア国際映画祭女優賞、カール・マルデンがアカデミー助演男優賞、キム・ハンターがアカデミー助演女優賞とゴールデングローブ賞女優賞を受賞している。
また、ヴェネツィア国際映画祭の審査員特別賞も受賞している

## ストーリー
港湾都市ニューオーリンズのうらぶれた下町。Desire（欲望通り行き）と表示された路面電車から、孤独な未亡人ブランチ・デュボワが降り立った。南部の町の傾きかけた名家に生まれたブランチは、家族の看護やその葬儀などで財産を使い果たし、身一つで妹のステラを頼って来たのだ。だが、妹の夫スタンリーは貧しい職工で、家もたった二間のアパートだった。
ブランチの言動は情緒不安定な上にお嬢様気取りで、それがいちいち気に障るスタンリー。ブランチも、粗野で暴力をふるうスタンリーを嫌い、共に家を出ようとステラに訴える。だがステラは、それなりに自分を愛してくれるスタンリーから離れられず、子供も身ごもっていた。
心の平静を失いかけながらも、スタンリーの同僚であるミッチとの結婚に望みをかけるブランチ。だが、ミッチに荒んだ過去を知られ、更にスタンリーに襲われたことで、ブランチの精神は崩壊する。

## キャスト
| 役名                        | 俳優               | 日本語吹替                                                            | 日本語吹替                          | 日本語吹替 |
| 役名                        | 俳優               | TBS版                                                                 | PDDVD版                             |            |
| --------------------------- | ------------------ | --------------------------------------------------------------------- | ----------------------------------- | ---------- |
| ブランチ・デュボア          | ヴィヴィアン・リー | 小沢寿美恵                                                            | 岡本章子                            |            |
| スタンリー・コワルスキー    | マーロン・ブランド | 中尾彬                                                                | 相沢正輝                            |            |
| ステラ・コワルスキー        | キム・ハンター     | 谷育子                                                                | 深水由美                            |            |
| ハロルド・ミッチェル/ミッチ | カール・マルデン   | 内田稔                                                                | 石井隆夫                            |            |
| ユーニス・ハッベル          | ペグ・ヒリアス     |                                                                       | 園田恵子                            |            |
| スティーブ・ハッベル        | ルディ・ボンド     |                                                                       | 河本邦弘                            |            |
| 不明 その他                 |                    | 大方斐紗子 平林尚三 田口昴 東富士郎 加藤正之 加川三起 青木和代 叶年央 | 一馬芳和 小川一樹 織田芙実 中神亜紀 |            |
|                             |                    |                                                                       |                                     |            |
| 演出                        | 演出               | 蕨南勝之                                                              | 大前剛                              |            |
| 翻訳                        | 翻訳               | 小川裕子                                                              | 中村佳寿代                          |            |
| 効果                        | 効果               | 遠藤堯雄/桜井俊哉                                                     |                                     |            |
| 調整                        | 調整               | 山下欽也                                                              | 遠西勝三                            |            |
| 制作                        | 制作               | 東北新社                                                              | ミックエンターテイメント            |            |
| 解説                        |                    |                                                                       |                                     |            |
| 初回放送                    | 初回放送           | 1977年10月15日 『土曜ロードショー』 ※ノーカット放送                   |                                     |            |

## 賞歴

### アカデミー賞
受賞
- アカデミー主演女優賞：ヴィヴィアン・リー[3]
- アカデミー助演男優賞：カール・マルデン
- アカデミー助演女優賞：キム・ハンター[4]
- アカデミー美術賞（白黒部門）：リチャード・デイ、ジョージ・ジェームズ・ホプキンス

ノミネート
- アカデミー作品賞：チャールズ・K・フェルドマン
- アカデミー監督賞：エリア・カザン
- アカデミー主演男優賞：マーロン・ブランド
- アカデミー脚色賞：テネシー・ウィリアムズ
- アカデミー撮影賞（白黒部門）：ハリー・ストラドリング
- アカデミー録音賞：ネイザン・レヴィンソン、ワーナー・ブラザース
- アカデミー作曲賞：アレックス・ノース
- アカデミー衣裳デザイン賞（白黒部門）：ルシンダ・バラード

### 英国アカデミー賞
受賞
- 最優秀英国女優賞：ヴィヴィアン・リー

ノミネート
- 総合作品賞

### ゴールデングローブ賞
受賞
- 助演女優賞：キム・ハンター

ノミネート
- 作品賞（ドラマ部門）
- 主演女優賞（ドラマ部門）：ヴィヴィアン・リー

### ヴェネツィア国際映画祭
受賞
- ヴェネツィア国際映画祭 女優賞：ヴィヴィアン・リー
- ヴェネツィア国際映画祭 審査員特別賞

ノミネート
- ヴェネツィア国際映画祭 金獅子賞

### ニューヨーク映画批評家協会賞
受賞
- 作品賞
- 監督賞：エリア・カザン
- 主演女優賞：ヴィヴィアン・リー

### 備考
- 1947年にほぼ同じキャストでブロードウェイにて上演された舞台の映画化であるが、舞台でブランチを演じたジェシカ・タンディは映画の際に年齢的な問題があるとされ、ロンドンでブランチを演じたヴィヴィアン・リーがブランチを演じた。
- 当時のプロダクション・コードの影響で、戯曲にあったブランチの自殺した夫が同性愛者であったことが明かされる部分などは削除されている。
- マーロン・ブランドはこの映画で当時下着扱いだったTシャツを普段着として着こなし、Tシャツがトップスとして定着するきっかけを作った。